# Académica do Mindelo
El Académica do Mindelo es un equipo de fútbol de Cabo Verde, de la localidad de Mindelo en la isla de São Vicente. Juega en el campeonato regional de São Vicente.

## Historia
En temporada regional de 2016-17, inicialmente el Académica do Mindelo finalizó campeón y el Salamansa en última posición, debido a una protesta realizada por el Derby sobre la inscripción del portero del Académica de Mindelo realizada con identidad falsa, el Consejo de Disciplina de la Federación Caboverdiana de Fútbol, decidió quitarle todos los puntos conseguidos en los que participó el jugador, siendo un total de 11. Esto hizo reasignar los puntos y cambiar el orden de la tabla, siendo campeón el Mindelense, y ocupando la posición de descenso el Falções do Norte, el Salamansa pasó a séptima posición para jugar la promoción de permanencia

## Estadio
El Académica do Mindelo juega en el Estadio Adérito Sena, el cual comparte con el resto de equipos de la ciudad, ya que en él se juegan todos los partidos del campeonato regional de São Vicente. Tiene una capacidad para 5.000 espectadores.

## Palmarés
- Campeonato caboverdiano de fútbol: 5

Antes de la independencia (3): 1953, 1964, 1967
Después de la independencia (2): 1989, 2022
- Campeonato regional de São Vicente: 5

Antes de la independencia (1): 1948
Después de la independencia (4):1986-87 1994-95, 2003-04 y 2006-07
- Torneo de Apertura de São Vicente: 2

2002, 2007

## Jugadores y cuerpo técnico

### Jugadores internacioles
- -  Romy Ramos da Graca
  -  Toy Adão
  -  Sténio dos Santos

## Otras secciones y filiales
Dispone de equipos en las modalidades de baloncesto, balonmano y de voleibol, tanto en masculino como femenino.